# Бензилформиат
Бензилформиат — органическое соединение, относится к классу сложных эфиров. Обладает сильным фруктово-пряным запахом, с оттенками жасмина и черной смородины.

## Получение
Получают этерификацией муравьиной кислоты бензиловым спиртом. Может быть получен действием окиси углерода на бензиловый спирт при катализе алкоголятами щелочных металлов (80 — 90 °C, 200 атм.).

## Применение
Используют в парфюмерных композициях и отдушках при дозировке 1 %.

## Токсикология и безопасность
ЛД50 2000 мг/кг кролики, подкожно; ЛД50 1400 мг/кг крысы, перорально.